# The Wolf
Albums de Andrew W.K.
I Get Wet
(2001) Close Call With Brick Walls
(2006)
The Wolf est le deuxième album solo de l'artiste Andrew W.K. sorti sur Island Record en 2003.

## Historique
The Wolf aurait dû à l'origine s'intituler « Blow Your Bones », mais la maison de disques Island Records trouva au titre une connotation trop virulente, et imposa à Andrew W.K. de changer le titre peu de temps avant sa sortie. Andrew a donc choisi « The Wolf » comme titre de remplacement.
L'album, très attendu des fans du premier album I Get Wet, fut une véritable réussite.

### Style musical
The Wolf est un album qui allie hard rock, métal ainsi que des éléments plus « pop ».
Après avoir écouté la critique de son premier album, Andrew W.K. propose un album plus travaillé sur différents aspects.
La musique y est plus mélodique, moins « carrée », d'où la présence, contrairement au premier album, de nombreux solos d'instruments.
L'album est constitué de plusieurs titres pouvant être considérés comme étant des « ballades » de par leurs structures, et la longueur des titres a été revue à la hausse.
Les textes sont désormais plus concrets dans leurs sens, et les thèmes abordés sont un peu moins axés sur la « fête » et le « fun », mais plus sur une certaine philosophie de la vie.
L'ensemble des titres ont été écrits en totalité par Andrew W.K., et l'ensemble des instruments (guitare, percussions, synthétiseur et basse) ont aussi uniquement été joués par Andrew W.K. lors de l'enregistrement en studio.
The Wolf a donc dû être enregistré grâce à une technique dite d'overdub, c'est-à-dire que les « lignes » d'instrument sont « empilées » pour créer la chanson finale.

### Critique
L'accueil réservé a l'album fut très positif, la critique applaudissant bien souvent l'effort fait afin de pallier les reproches principaux de l'ancien album.
Metacritic lui donne une moyenne de 78 sur 100.
La version japonaise de cet album est sortie avec un DVD bonus comportant des séquences dans les coulisses.

## Liste des morceaux
1. Victory Strikes Again - 2:09
2. Long Live the Party – 4:00
3. Tear It Up – 3:55
4. Free Jumps – 3:33
5. Never Let Down – 3:58
6. Your Rules – 2:27
7. The Song – 4:17
8. Make Sex – 0:44
9. Totally Stupid - 4:31
10. Really in Love - 4:42
11. The End of Our Lives - 4:50
12. I Love Music – 4:19

La version japonaise contient deux pistes bonus supplémentaires :
- Party Hard (live)
- She Is Beautiful (live)

## Musiciens (concerts)
1. Andrew W.K. - piano, claviers, chant
2. Ken Andrews - guitare
3. Jimmy Coup - guitare
4. Eric Payne - guitare basse
5. Donald Tardy - batterie